# Pingasa subpurpurea
Pingasa subpurpurea  là một loài bướm đêm trong họ Geometridae.